# Callidula sakuni
Callidula sakuni là một loài bướm đêm thuộc họ Callidulidae. Nó được tìm thấy ở Sundaland, Myanma và Thái Lan.

## Phụ loài
- Callidula sakuni sakuni (Sundaland)
- Callidula sakuni minor (Miến Điện, Thái Lan)